# Оријеба
Оријеба (фр. Auriébat) насеље је и општина у јужној Француској у региону Миди Пирене, у департману Горњи Пиринеји која припада префектури Тарб.
По подацима из 2011. године у општини је живело 286 становника, а густина насељености је износила 17,74 становника/km². Општина се простире на површини од 16,12 km². Налази се на средњој надморској висини од 240 метара (максималној 262 m, а минималној 144 m).

## Демографија
| 1962. | 1968. | 1975. | 1982. | 1990. | 1999. | 2011. |
| ----- | ----- | ----- | ----- | ----- | ----- | ----- |
| 264   | 312   | 262   | 270   | 257   | 290   | 286   |

График промене броја становника у току последњих година